# Арсенал (музей)
Музей-Арсенал — відділ Львівського історичного музею, у якому розміщена постійна експозиція історичної зброї.
Музей зброї був відкритий у 1981 році у нещодавно відреставрованому Міському арсеналі. Експозиція побудована за видом, місцем та часом виготовлення зброї, у ній представлені зразки холодної та вогнепальної зброї, обладунків, елементи військової форми та колекція орденів. Музейні експонати представляють понад 30 країн світу.
Наукові працівники: Хахула Любомир Ігорович, Процак Тарас Зіновійович, Панів Андрій Михайлович, Петорва Валентина Петрівна, Феноьв Анатолій Євгенович, Музей працює щоденно крім середи з 10:00 до 18:00. Середа — вихідний.

## Галерея

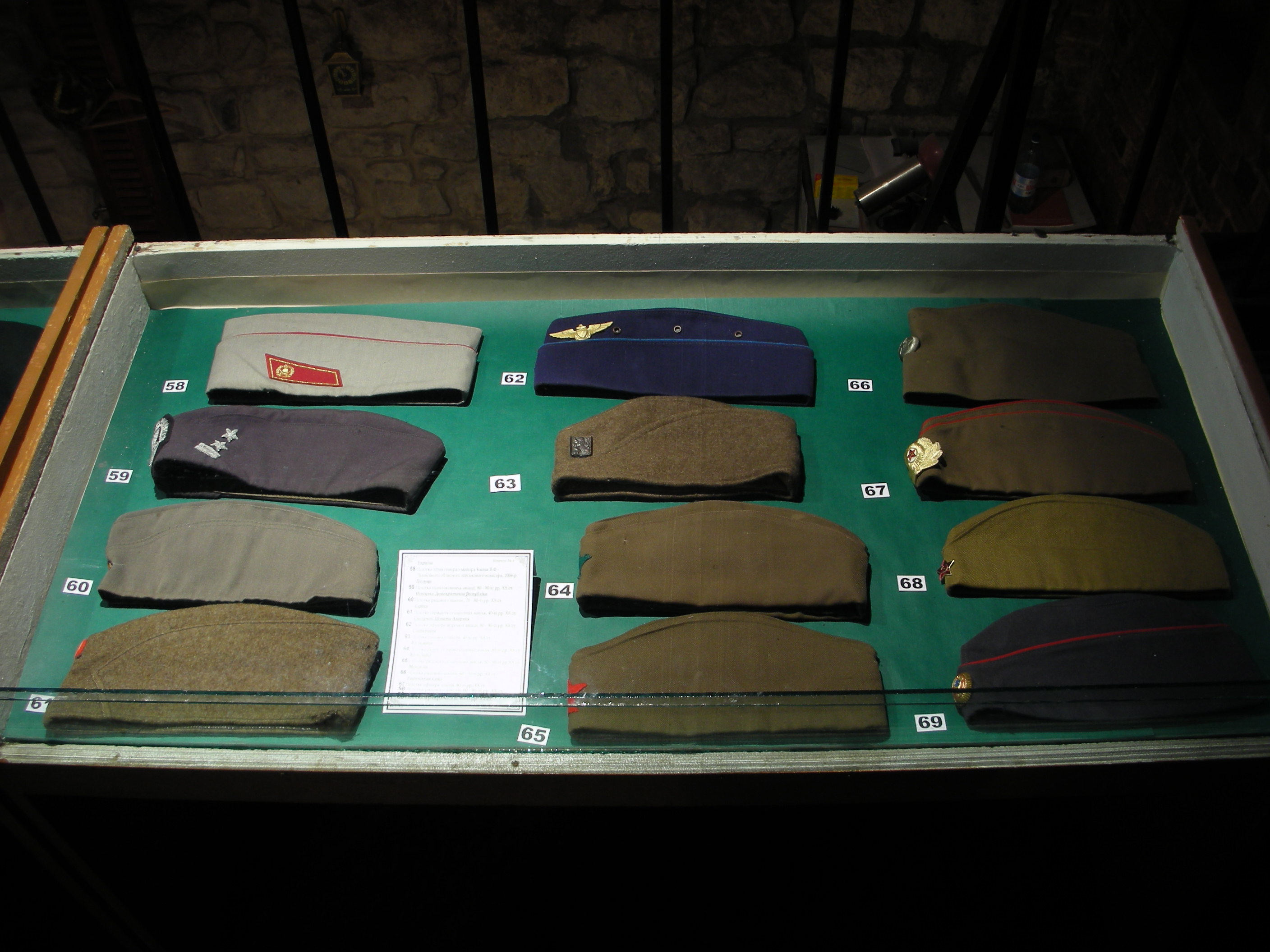
Виставка військових головних уборів
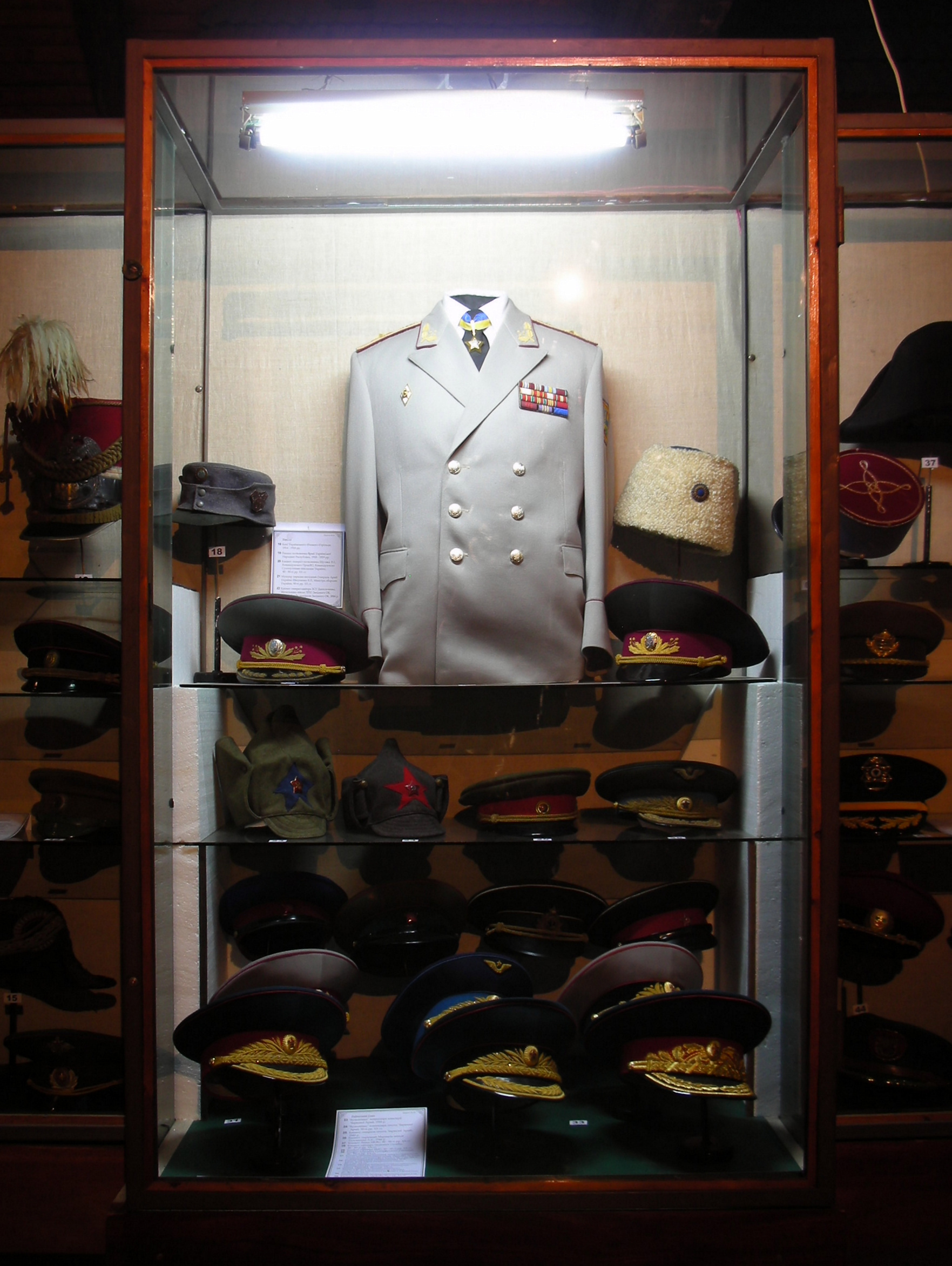
Виставка військових форм
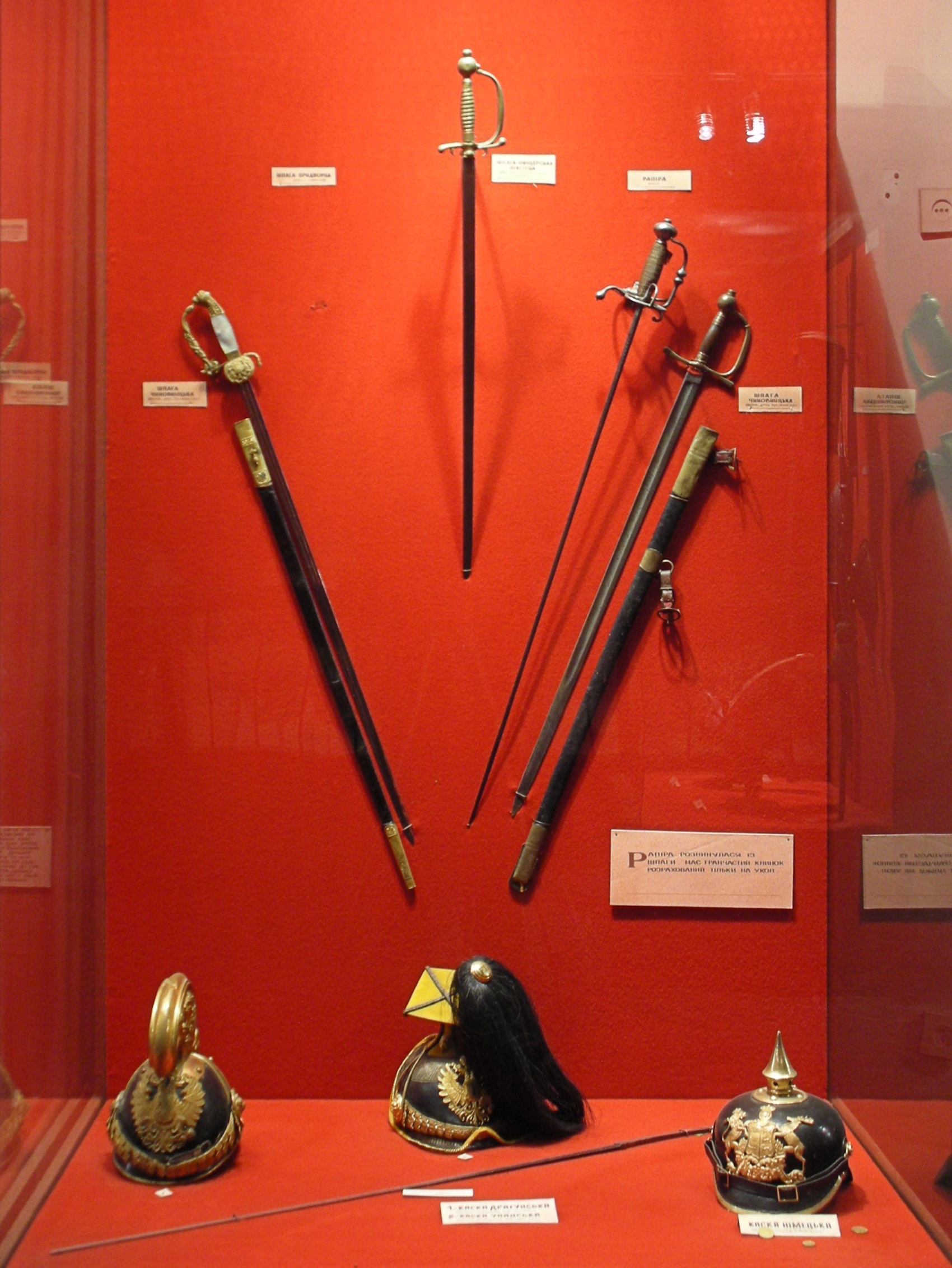
Шпаги
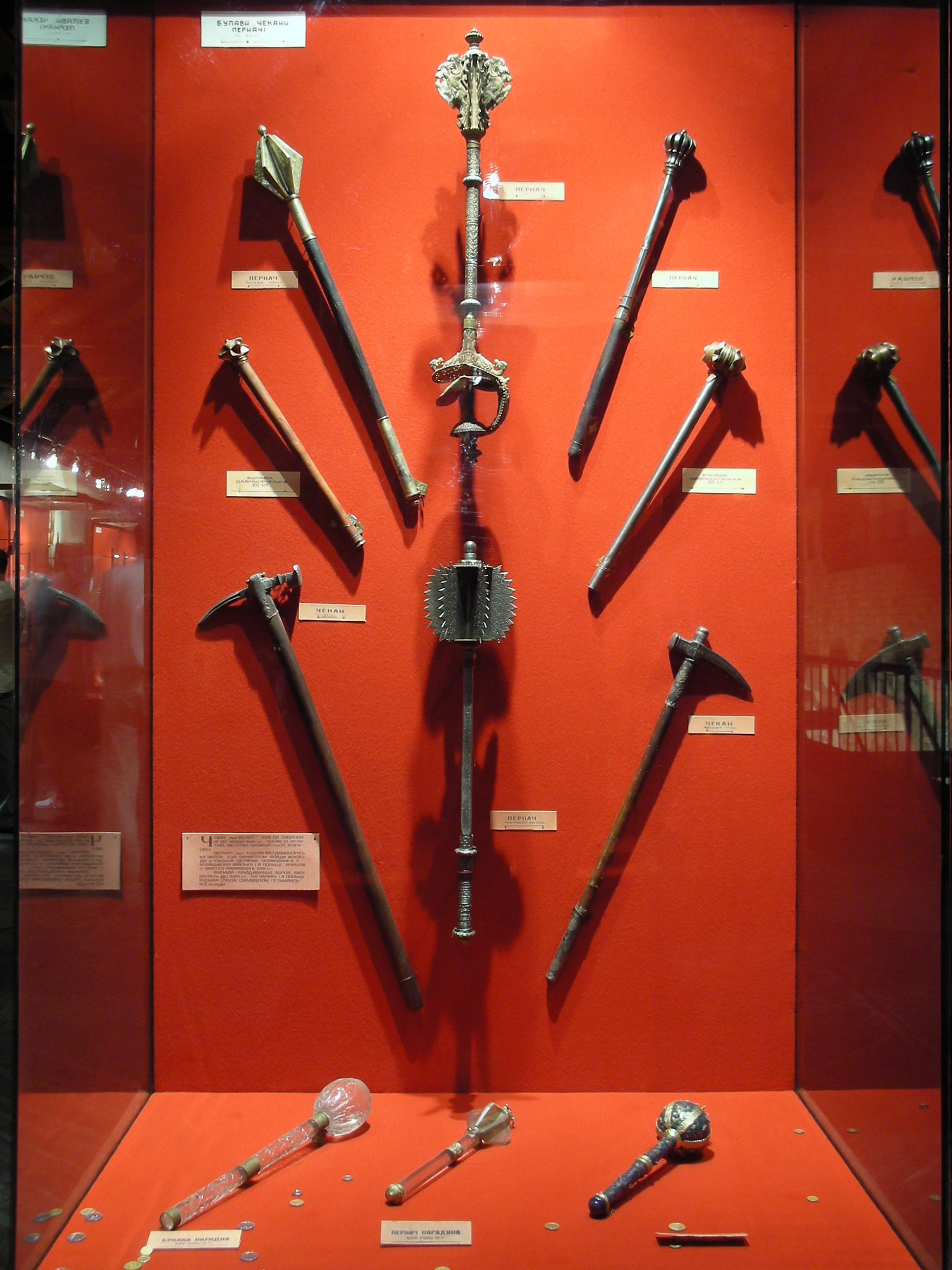
Булави
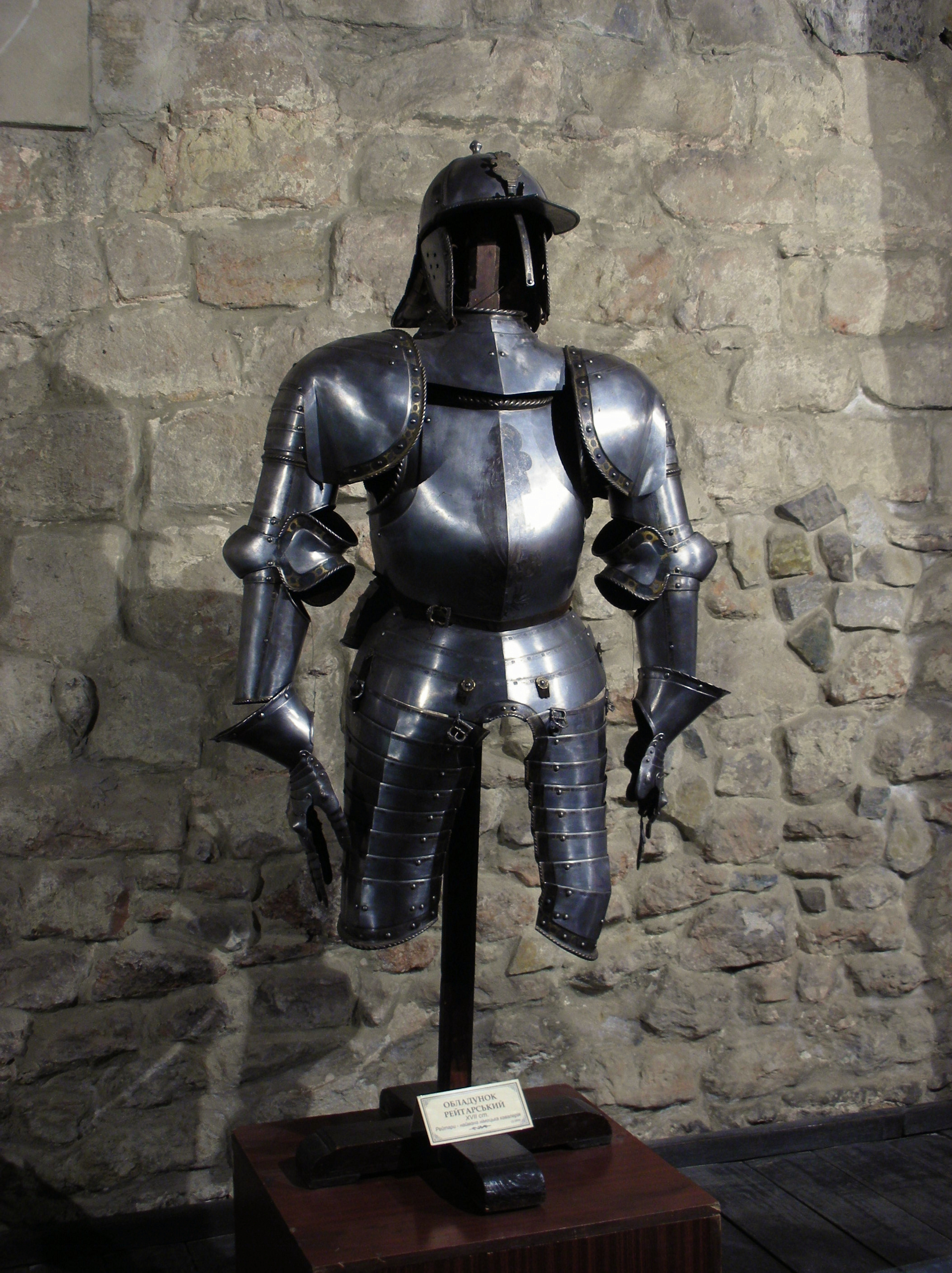
Лицарські обладунки
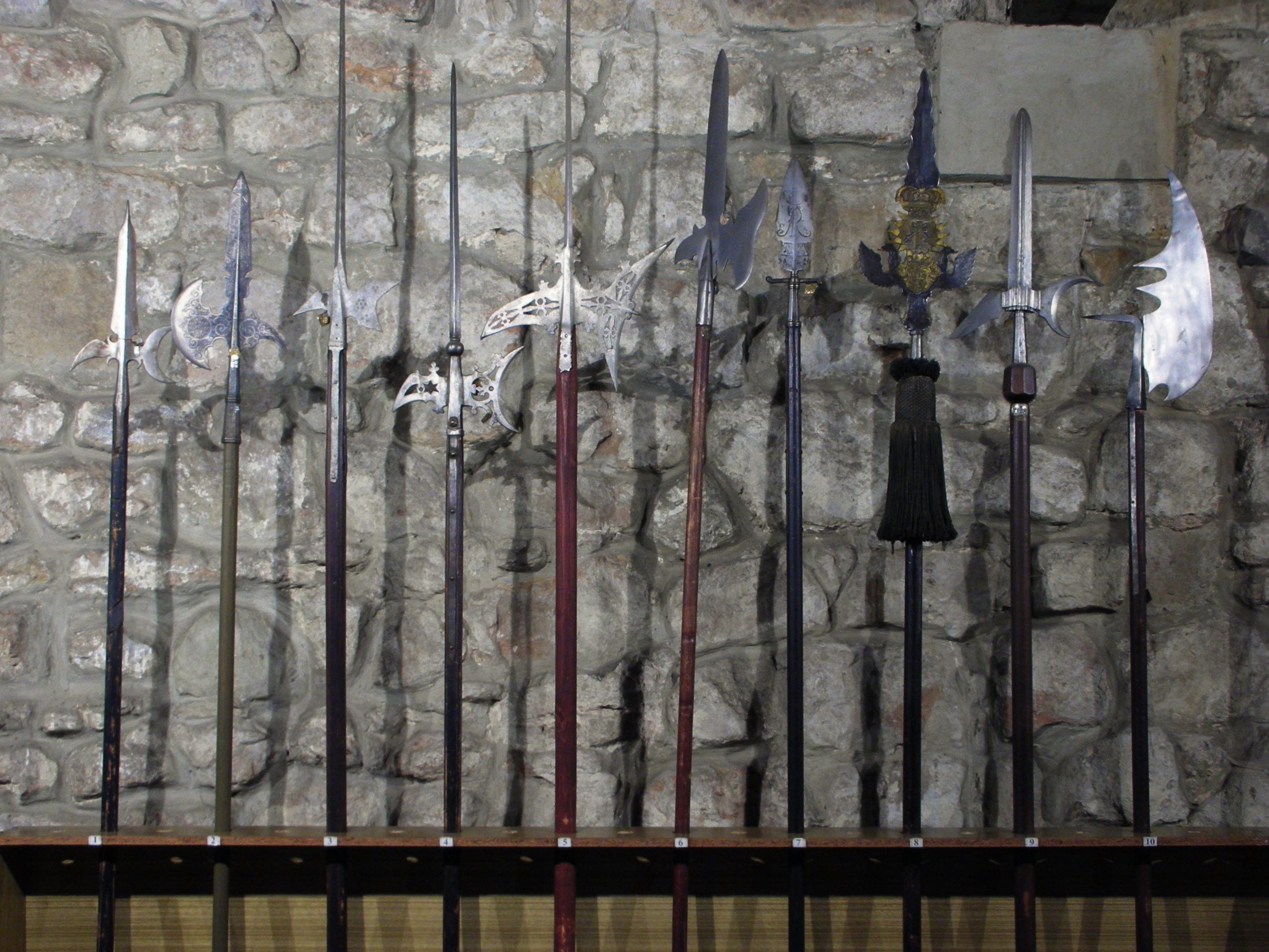
Холодна зброя
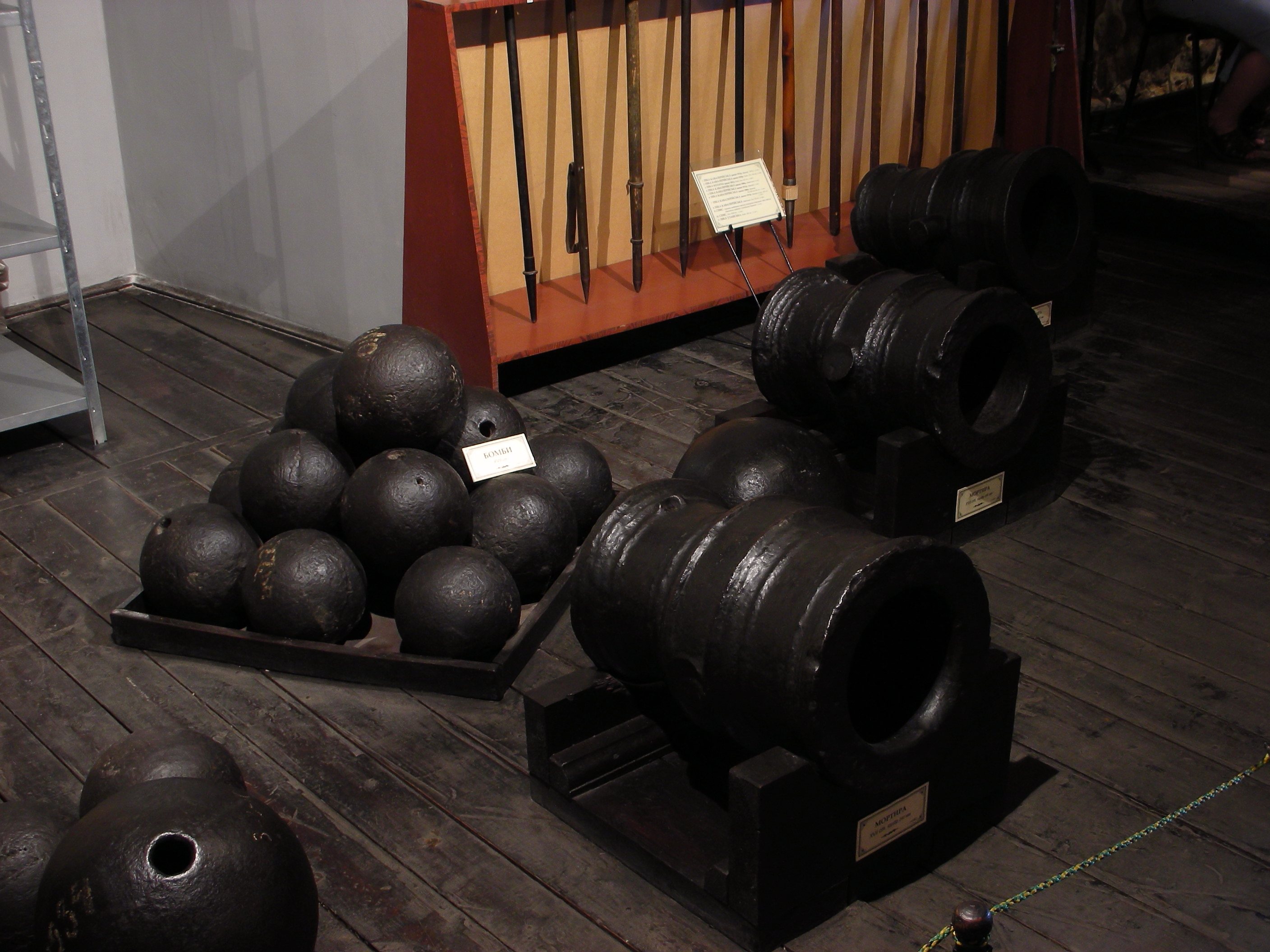
Гарматні бомби
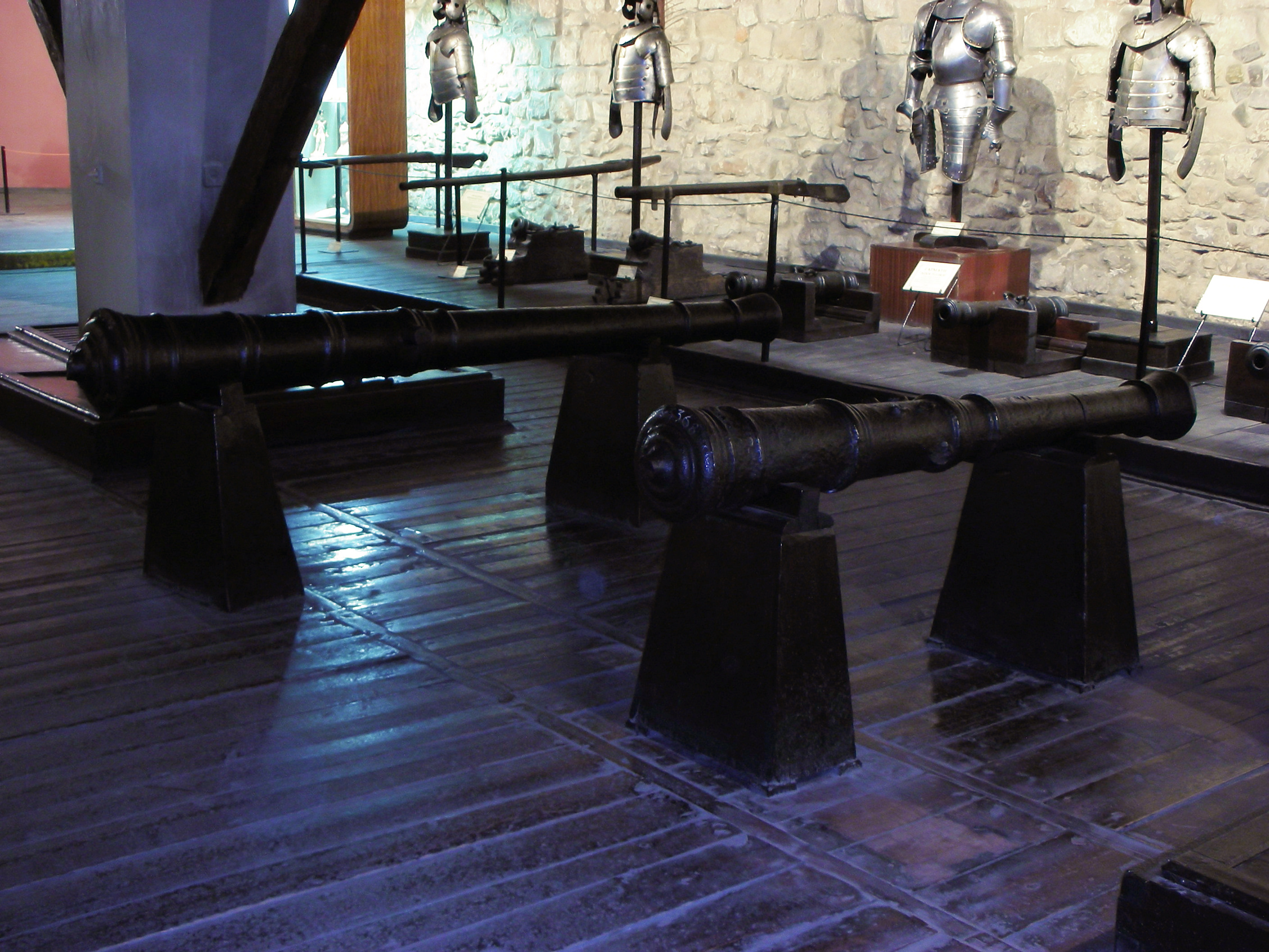
Гармати